# Alessandra Pescosta
Alessandra Cristina Pescosta (* 16. Mai 1973 in Bozen) ist eine ehemalige italienische Snowboarderin. Sie nahm an zwei Olympischen Winterspielen und sechs Snowboard-Weltmeisterschaften teil.

## Werdegang
Pescosta nahm im Januar 1996 in Innichen erstmals am Snowboard-Weltcup der FIS teil, wobei sie zweimal den sechsten Platz in der Halfpipe errang. Im selben Monat wurde sie bei den Weltmeisterschaften in Lienz Achte in der Halfpipe und errang zum Saisonende den 13. Platz im Halfpipe-Weltcup. Nach vier Platzierungen außerhalb der ersten Zehn zu Beginn der Saison 1996/97, kam sie bei den Snowboard-Weltmeisterschaften 1997 in Innichen auf den 25. Platz in der Halfpipe und erreichte in Olang mit dem zweiten Platz in der Halfpipe ihre erste Podestplatzierung im Weltcup. Die Saison beendete sie auf dem 12. Platz im Halfpipe-Weltcup. Im folgenden Jahr belegte sie in Nagano bei ihrer ersten Teilnahme an Olympischen Winterspielen den 24. Platz in der Halfpipe. In der Saison 1998/99 erreichte sie mit fünf Top-Zehn-Platzierungen den 30. Platz im Gesamtweltcup und den achten Rang im Halfpipe-Weltcup. Zudem wurde sie italienische Meisterin in der Halfpipe und bei den Snowboard-Weltmeisterschaften 1999 in Berchtesgaden Fünfte in der Halfpipe. Nach Platz 12 in der Halfpipe in Tignes zu Beginn der Saison 1999/2000, errang sie 12 Top-Zehn-Platzierungen im Weltcup. Dabei belegte sie in Zell am See und in Morzine jeweils den dritten Platz im Snowboardcross und erreichte damit den 16. Platz im Gesamtweltcup, den zehnten Rang im Snowboardcross-Weltcup sowie den fünften Platz im Halfpipe-Weltcup. Außerdem wurde sie erneut italienische Meisterin in der Halfpipe. Auch in der Saison 2000/01 siegte sie bei den italienischen Meisterschaften und zweimal in der Halfpipe beim Europacup in Berchtesgaden. Dort kam sie mit Platz zwei in der Halfpipe letztmals im Weltcup aufs Podest. Bei den Snowboard-Weltmeisterschaften 2001 in Madonna di Campiglio errang sie den 37. Platz in der Halfpipe. In der Saison 2001/02 erreichte sie mit fünf Top-Zehn-Platzierungen den sechsten Platz im Halfpipe-Weltcup. Beim Saisonhöhepunkt, den Olympischen Winterspielen 2002 in Salt Lake City, belegte sie den 16. Platz in der Halfpipe. Bei den Weltmeisterschaften im folgenden Jahr am Kreischberg errang sie den 12. Platz in der Halfpipe. Ihren 75. und damit letzten Weltcup absolvierte sie im März 2005 in Tandådalen, welchen sie auf dem 14. Platz in der Halfpipe beendete. Zuvor errang sie bei den Snowboard-Weltmeisterschaften 2005 in Whistler den 13. Platz.

## Teilnahmen an Weltmeisterschaften und Olympischen Winterspielen

### Olympische Winterspiele
- 1998 Nagano: 24. Platz Halfpipe
- 2002 Salt Lake City: 16. Platz Halfpipe

### Snowboard-Weltmeisterschaften
- 1996 Lienz: 8. Platz Halfpipe
- 1997 Innichen: 25. Platz Halfpipe
- 1999 Berchtesgaden: 5. Platz Halfpipe
- 2001 Madonna di Campiglio: 37. Platz Halfpipe
- 2003 Kreischberg: 12. Platz Halfpipe
- 2005 Whistler: 13. Platz Halfpipe

## Weltcup-Gesamtplatzierungen
| Saison    | Gesamt | Gesamt | Snowboardcross | Snowboardcross | Halfpipe | Halfpipe |
| Saison    | Punkte | Platz  | Punkte         | Platz          | Punkte   | Platz    |
| --------- | ------ | ------ | -------------- | -------------- | -------- | -------- |
| 1995/96   | -      | -      | -              | -              | 800      | 13.      |
| 1996/97   | 271    | 31.    | 140            | 45.            | 1460     | 12.      |
| 1997/98   | 137    | 61.    | -              | -              | 1096     | 23.      |
| 1998/99   | 370    | 30.    | 160            | 34.            | 2530     | 8.       |
| 1999/2000 | 626    | 16.    | 2610           | 10.            | 3700     | 5.       |
| 2000/01   | 186    | 49.    | 180            | 43.            | 1472     | 20.      |
| 2001/02   | -      | -      | -              | -              | 2650     | 6.       |
| 2002/03   | -      | -      | -              | -              | 480      | 36.      |
| 2003/04   | -      | -      | -              | -              | 360      | 40.      |
| 2004/05   | -      | -      | -              | -              | 830      | 22.      |